# Селищна могила Казанлък
Селищната могила Казанлък, или Казанлъшката селищна могила, се намира в северозападния край на град Казанлък.
Разположена е върху висока тераса на десния бряг на река Абаята, приток на река Тунджа. Образувана е от развалините на последователно изграждани едно над друго праисторически селища. Разкопана е изцяло през 1967 – 1974 г.
Дебелината на културния пласт на могилата е около 5,30 m, диаметърът на основата ѝ е около 100 m. В културния пласт са разграничени 17 строителни хоризонта, които обхващат почти всички етапи от развитието на неолита в Югоизточна България. Намерените по повърхността на могилата фрагменти от глинени съдове и други находки показват, че тя е обитавана за кратко време и през халколита. В южния ѝ край е установен културен пласт от бронзовата епоха.
Резултатите от археологическите разкопки на Казанлъшката селищна могила допълват Карановската хронологична система и установяват генетична връзка между културите Караново II и Караново III. Те свидетелстват, че културата Караново III има автохтонен, а не малоазийски произход. В Казанлъшката селищна могила са разкрити добре запазени основи на жилища, някои от които са били постлани с дървени греди. Намерен е богат инвентар – голям брой оръдия на труда от камък, кремък, кост и рог на елен и огромно количество керамичен материал. В Казанлъшката селищна могила е намерена най-богатата в Европа колекция от сърпове (над 70 броя), изработени от еленов рог, снабдени с кремъчни зъбци. Открити са и човешки фигурки от глина и мрамор с дълги вратове и схематично изобразени лица.
Разкритията при археологическите разкопки на Казанлъшката селищна могила хвърлят светлина върху живота и културата на първите земеделско-скотовъдни племена в Южна България. Находките се съхраняват в Историческия музей „Искра“, Казанлък.